# Ignațiu von Born
Ignaz Edler von Born, cunoscut și ca Ignatius von Born, (în maghiară Born Ignác, în română Ignațiu von Born, în cehă Ignác Born; n. 26 decembrie 1742, Alba Iulia, Monarhia Habsburgică – d. 24 iulie 1791, Viena, Monarhia Habsburgică) a fost un mineralog și metalurgist din Alba Iulia.

## Bustul lui Ignațiu von Born din Cavnic

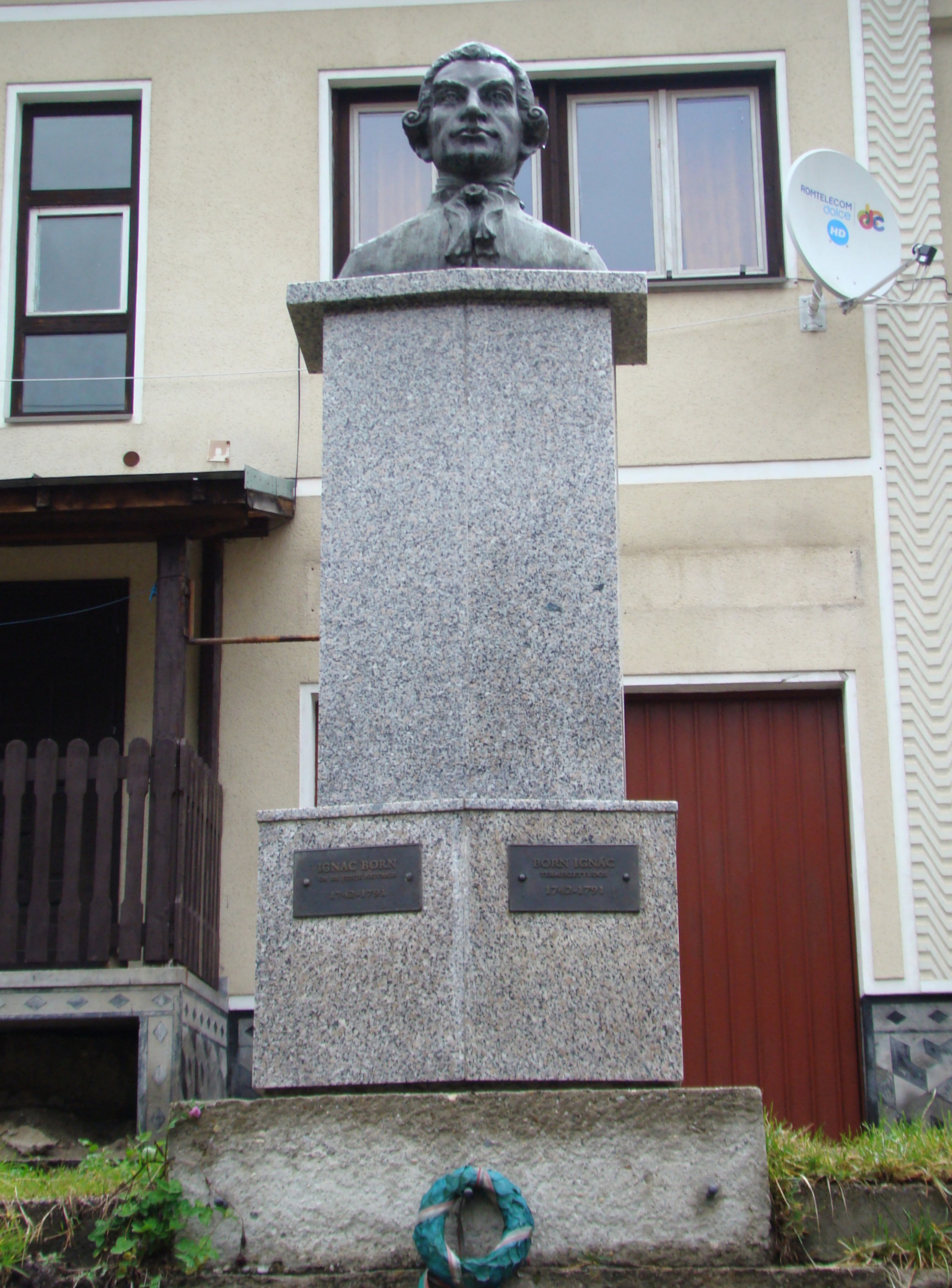
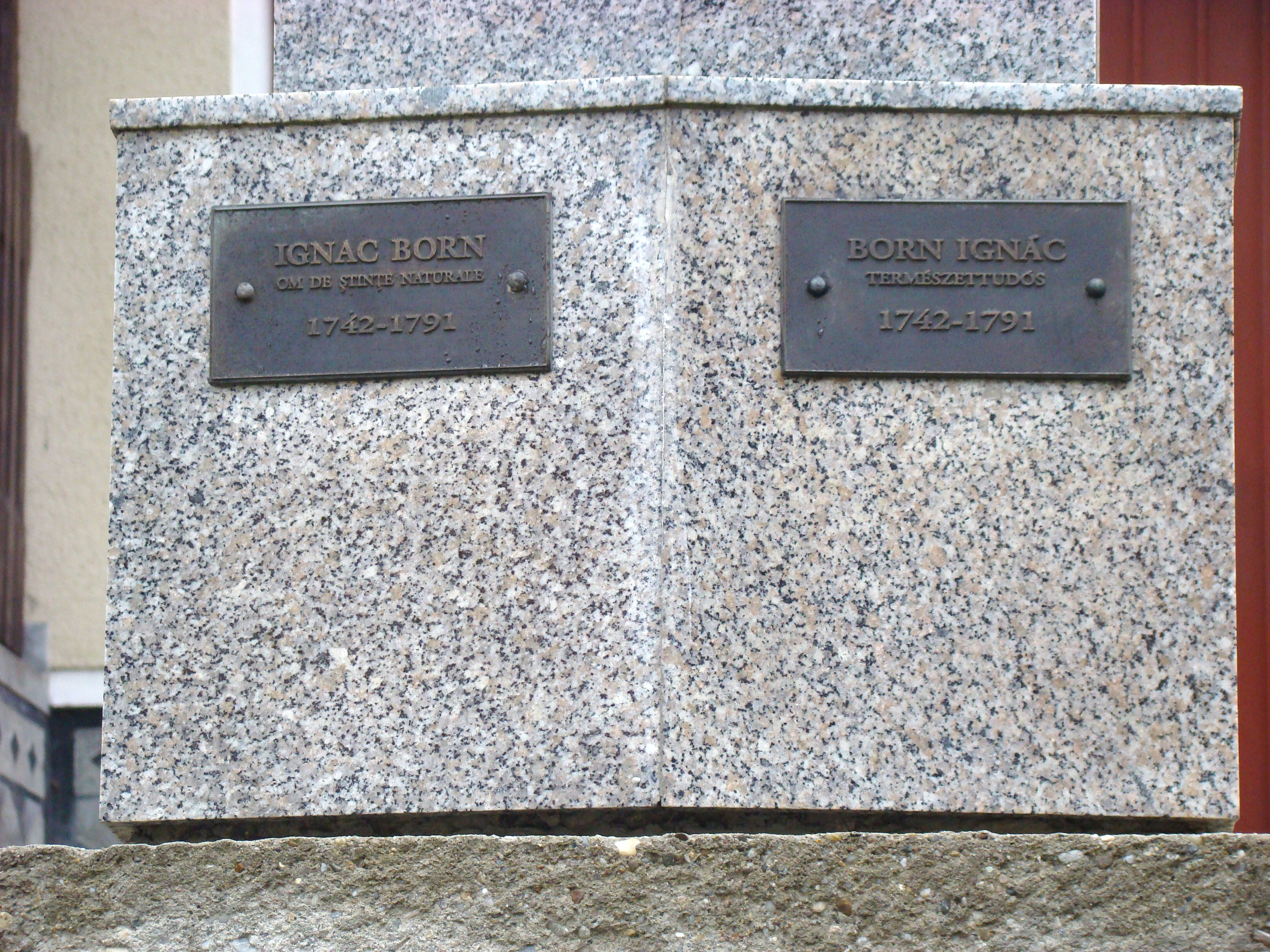
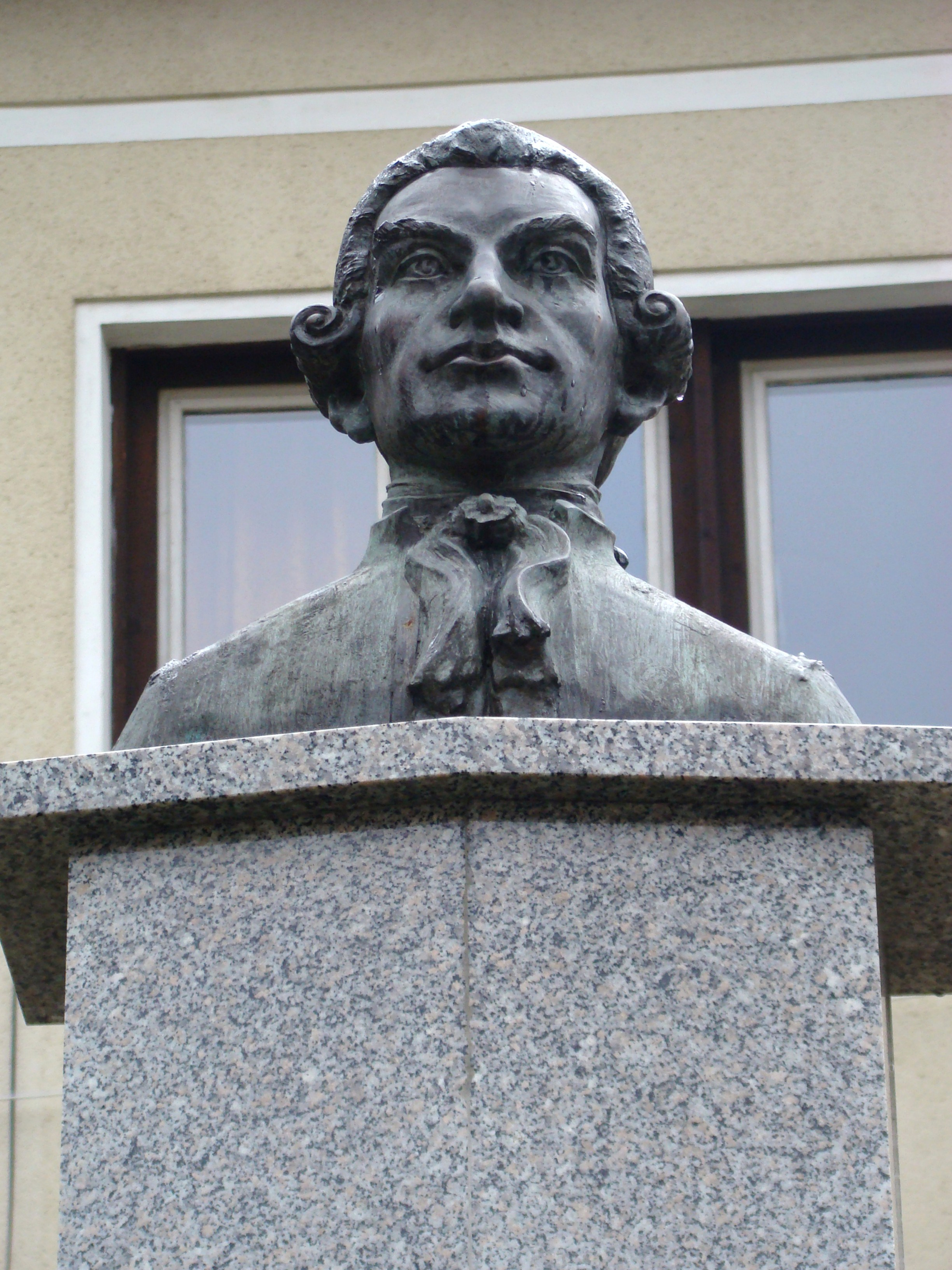